# Rio Grande, Rio Grande do Sul
Rio Grande är en stad och kommun i delstaten Rio Grande do Sul i södra Brasilien. Folkmängden i kommunen uppgick år 2014 till 207 000 invånare. Öarna Ilha da Torotama och Ilha dos Marinheiros tillhör kommunen.

## Administrativ indelning
Kommunen var 2010 indelad i fem distrikt:
- Ilha dos Marinheiros
- Povo Novo
- Quinta
- Rio Grande
- Taim